# Piedirosso
Il Piedirosso è un vitigno italiano a bacca nera. È tra i più diffusi della Campania, ma viene coltivato anche in Puglia Salento, nel Lazio, in Provincia di Latina.
vini campani, tra i quali le doc Sannio, Campi Flegrei e Vesuvio.
Nelle sue varie zone di coltura questo vitigno assume denominazioni diverse. Oltre a Piedirosso, anche Piede di colombo (Pere 'e palummo in dialetto campano) o Strepparossa nella zona di Pozzuoli.

## Storia
Il vitigno, autoctono della regione Campania, viene descritto già da Plinio il Vecchio nella sua Naturalis historia, compilata tra il 78 e il 79 dC. Come Piede di Palombo viene descritto per la prima volta da Columella Onorati, e ripreso poi da Froio nel 1876.
Il suo nome sembra derivare dalla colorazione di rachide e pedicello nel momento della maturazione, che assumono una particolare tinta rossa associata a quella della zampa dei colombi. Altri fanno risalire l'origine del nome alla forma del graspo, simile a quella di una zampa di piccione.
Secondo altri studiosi, il Piedirosso, coinciderebbe con la Palombina nera citata da Herrera - Soderini nel XVI secolo.
La sua registrazione ufficiale risale al 1970.

## Caratteristiche e diffusione
Il Piedirosso si presenta con un grappolo tozzo a una o due ali, di media grandezza o grande, che ha una dimensione di circa 15–20 cm. Il colore è rosso vivo, con acini di media grandezza o grossi di forma subsferoide e buccia di color rosso violaceo intenso. La maturazione avviene nella prima o seconda decade di ottobre.
Il vitigno ha una fertilità non elevata e una produzione vigorosa. Allevato in forme espanse ed alte, è resistente all'oidio e alla Botrytis.
La sua superficie coltivata a livello nazionale ammonta a 700 ha. Attualmente è coltivato principalmente nell'area dei Campi Flegrei, del Vesuvio, della costiera amalfitana, dell'Alto Casertano, del Sannio e della Provincia di Avellino, specie nel Taburno.
È idoneo alla coltivazione in tutta la Campania e in tutta la Puglia, nonché nel territorio della Provincia di Latina.

### Caratteristiche del vitigno
- Foglia: media, quinquelobata, quasi orbicolare[2]
- Grappolo: medio-grande o grosso, tozzo, con una o due ali ben sviluppate, mediamente spargolo[2]
- Acino: medio-grande o grosso, subsferoide[2]
- Buccia: rosso violaceo intenso, pruinosa, spessa[2]

## Vini DOC e IGT

### Vini DOC
- Campi Flegrei
- Capri
- Cilento
- Costa d'Amalfi
- Falerno del Massico
- Irpinia
- Ischia
- Penisola Sorrentina
- Sannio
- Vesuvio

### Vini IGT
- Beneventano
- Campania
- Civitella d'Agliano
- Colli Cimini
- Colli di Salerno
- Daunia
- Dugenta
- Epomeo
- Frusinate
- Lazio
- Murgia
- Paestum
- Pompeiano
- Puglia
- Roccamonfina
- Salento
- Tarantino
- Terre del Volturno
- Valle d'Itria